# Flugzeugkollision bei Sioux Lookout
Die Flugzeugkollision bei Sioux Lookout ereignete sich am 1. Mai 1995, als eine Piper PA-31-350 Navajo Chieftain der Air Sandy kurz nach dem Start vom Flughafen Sioux Lookout mit einer ankommenden Fairchild Swearingen Metro 23 der Bearskin Airlines zusammenstieß. Bei dem Unfall verloren alle acht Personen an Bord beider Flugzeuge ihr Leben.

## Unfallhergang
Die Fairchild Swearingen Metro 23 der Bearskin Airlines hob um 13:00 Uhr Ortszeit (20:00 Uhr MEZ) in Red Lake für den 30-minütigen Flug 362 nach Sioux Lookout ab. Ungefähr 50 Kilometer nördlich von Sioux Lookout erhielt die Besatzung die Erlaubnis der Flugsicherung, mit dem Landeanflug zu beginnen. Um 13:23 Uhr Ortszeit (20:23 Uhr MEZ) hob die Piper Navajo auf dem Air Sandy Flug 3101 in Sioux Lookout ab. Die letzte Kommunikation mit der Piper PA-31-350 Navajo Chieftain fand um 13:26 Uhr statt. Der letzte Funkkontakt mit der Besatzung der Metro war um 13:28 Uhr. Momente später meldete der Kapitän eines anderen Flugzeugs, eine Explosion gesehen zu haben. Die beiden Flugzeuge kollidierten um 13:28 Uhr in der Luft. Bei der Kollision wurden alle 8 Insassen beider Flugzeuge getötet.

## Untersuchung
Die Untersuchung kam zum Ergebnis, dass beide Besatzungen das jeweils andere Flugzeug zu spät gesehen hatten und somit kein Ausweichen möglich war. Mitverantwortlich für diesen Unfall sei ebenfalls die Flugsicherung, die die beiden Besatzungen nicht über die Präsenz eines weiteren Flugzeuges in ihrer unmittelbaren Umgebung aufgeklärt habe.

## Besatzung
Die Besatzung der Fairchild bestand aus einem 27-jährigen Kapitän und einem 30-jährigen Kopiloten. Der Kapitän hatte eine Flugerfahrung von 7330 Flugstunden, davon 580 auf diesem Flugzeugtyp. Der Kopilot hatte eine Erfahrung von 2810 Flugstunden, davon 355 auf einer Fairchild Metro.
Der 29-jährige Kapitän der Piper konnte 1250 Flugstunden aufweisen, 1000 Stunden hiervon auf der Piper Navajo.